# ماكليلاند باركلي
ماكليلاند باركلي (بالإنجليزية: McClelland Barclay)‏ هو ضابط أمريكي، ولد في 1891، وتوفي في 1942.

## وصلات خارجية
- ماكليلاند باركلي على موقع IMDb (الإنجليزية)
- ماكليلاند باركلي على موقع قاعدة بيانات الفيلم (الإنجليزية)